# Temple (metropolitana di Parigi)
Temple è una stazione della metropolitana di Parigi, sulla linea 3, nel III arrondissement di Parigi.

## La stazione
La stazione è stata aperta il 19 ottobre 1904 con l'apertura del primo tratto della linea 3 fra le stazioni di Avenue de Villiers (oggi Villiers) e Père Lachaise.
L'unico ingresso alla stazione si trova su di un terrapieno all'incrocio fra rue du Temple e rue de Turbigo che prese il nome di place Elisabeth Dmitrieff l'8 marzo 2007 in occasione della Giornata internazionale della donna.

## Il nome mutuato dai Templari
Il nome della stazione è un omaggio all'antico Tempio dell'ordine cavalleresco dei Templari, distrutto nel 1811, situato nel luogo in cui oggi sorge il municipio del III arrondissement. La stazione è gemella della stazione Temple della metropolitana di Londra.

## Luoghi e monumenti prossimi alla stazione
- Place de la République
- Chiesa di Santa Elisabetta d'Ungheria
- Carreau du Temple
- Square du Temple

## Interconnessioni
- Bus RATP - 20, 75
- Noctilien - N12, N23